# Terra Indígena Kaxarari
A Terra Indígena Kaxarari é uma terra indígena na Amazônia Legal com área de 146 000 hectares, localizada nos municípios brasileiros de Lábrea (estado do Amazonas) e Porto Velho (estado de Rondônia) fronteira com Bolívia. Com uma população estimada de 532 pessoas (1998).
Em 2007, os povos tradicionais, incluindo os indígenas, foram reconhecidas pelo Governo do Brasil, através da Política Nacional de Desenvolvimento Sustentável dos Povos e Comunidades Tradicionais (PNPCT), que tem o modo de vida ligado aos recursos naturais e ao meio ambiente de forma harmônica, além do uso comunitário da terra. Assim a constituição brasileira garante aos indígenas o direito a sua terra tradicional e o direito de proteção por parte do governo do Brasil. Esta área habitada do Kaxarari está registrada no CRI e na Secretaria de Patrimônio da União (SPU) via decreto s/n de 14/08/1992.

## Associações
Nesta terra indígena atuam três associações:
- Organização dos Povos Indígenas de Rondônia, Noroeste do Mato Grosso e Sul do Amazonas - OPIROMA;
- Organização dos Povos Indígenas do Acre, Sul do Amazonas e Noroeste de Rondônia - OPIN, e;
- Organização dos Povos Indígenas do Médio Purus.

## Geografia
Município de Lábrea com área municipal de 6 826.269 e área indígena de 98 434.
Município de Porto Velho com área municipal de 3 409.096 e área indígena de 48 585,25.

##### Bioma
A região é localizado na bacia hidrográfica dos rios Madeira e Purus e, é formada pelo bioma Amazônico, formado majoritária pela vegetação de floresta ombrófila densa (94,95%) com uma pequena presença de ombrófila densa (5,05%).

## Ameaças
A terra indígena é ameaçada por extrativista (não-madeireiro).

## Indígenas em Rondônia
De acordo com o programa Povos Indígenas no Brasil do Instituto Socioambiental (ISA), Rondônia é o quarto estado brasileiro onde moram mais povos indígenas, com 29 povos registrados. E de acordo com o Instituto Brasileiro de Geografia e Estatística (IBGE), em Rondônia existe 21.153 indígenas (1,25% da população do Brasil).
No programa do Instituto Socioambiental estão inseridos os seguintes etnias: Aikaná; Akuntsu; Amondawa; Apurinã; Arikapú; Aruá; Cinta Larga; Djeoromitxí; Ikolen; Karo; Karipuna; Karitiana; Kassupá; Kanoê; Kaxarari; Kujubim; Kwazá; Makurap; Migueleno; Nambikwara; Oro Win; Puruborá; Sakurabiat; Surui Paiter; Tupari; Uru-Eu-Wau-Wau; Wajuru; Wari, e; Zoró.
As etnias estão distribuídas nas seguintes áreas protegidas: Igarapé Lage; Igarapé Lourdes; Igarapé Ribeirão; Karipuna; Karitiana; Rio Mequéns; Pacaás-Novas; Rio Branco; Rio Guaporé; Roosevelt; Sagarana; 7 de Setembro; Tubarão/Latundê; Uru-Eu-Wau-Wau; Massaco; Rio Omerê; Kwazá do Rio São Pedro; Rio Negro Ocaia, e; Kaxarari.